# 朱斯特·夸乌-马泰
朱斯特·夸乌-马泰（法語：Just Kwaou-Mathey，1999年12月4日—），法国男子田径运动员，2022年欧洲田径锦标赛男子110米栏铜牌得主、2023年欧洲室内田径锦标赛男子60米栏铜牌得主、2024年世界室内田径锦标赛男子60米栏铜牌得主。